# Eburodacrys cunusaia
Eburodacrys cunusaia es una especie de escarabajo longicornio del género Eburodacrys, tribu Eburiini, subfamilia Cerambycinae. Fue descrita científicamente por Martins en 1997.

## Descripción
Mide 15,2-16,8 milímetros de longitud.

## Distribución
Se distribuye por Bolivia, Brasil y Paraguay.